# Geelbandbergerebia
De geelbandbergerebia (Erebia flavofasciata) is een vlinder uit de onderfamilie Satyrinae, de zandoogjes en erebia's.
De vleugels hebben een bruine grondkleur. Op de vleugels loopt langs de buitenranden een rij met oogvlekken van oranje kleur met zwarte stip. Op de onderzijde van de achtervleugels is op de plaats van deze oogvlekken een gele band zichtbaar met zwarte stippen. Aan deze band dankt de soort zijn Nederlandse naam. De onderzijde van de voorvleugel is wat meer oranjebruin met een bruine rand, en heeft op de plaats van de oogvlekken aan de bovenzijde een wat vage oranjegele band, donkerder dan op de achtervleugel, met zwarte stippen.
De geelbandbergerebia komt alleen voor in de alpen van zuidwest Zwitserland en de aangrenzende delen van Oostenrijk en Italië. De vlinder vliegt boven de boomgrens op steile bloemrijke grashellingen. De hoogtes waarop hij is aan te treffen liggen tussen 2200 en 2600 meter boven zeeniveau.
Als waardplant van deze soort is genaald schapengras (Festuca ovina). Het vrouwtje zet de eitjes af op wat lagere gralsanden op. De rups overwintert tweemaal.
De geelbandbergerebia vliegt in juli en augustus.